# Vale (Dakota Południowa)
Vale – jednostka osadnicza w Stanach Zjednoczonych, w stanie Dakota Południowa, w hrabstwie Butte.